# Laphystia jamesi
Laphystia jamesi là một loài ruồi trong họ Asilidae. Laphystia jamesi được Wilcox miêu tả năm 1960. Loài này phân bố ở vùng Tân Bắc giới.